# Politik i Yunnan

Yunnans läge i Kina.

Den politiska makten i Yunnan utövas officiellt av provinsen Yunnans folkregering, som leds av den regionala folkkongressen och guvernören i provinsen. Dessutom finns det en regional politiskt rådgivande konferens, som motsvarar Kinesiska folkets politiskt rådgivande konferens och främst har ceremoniella funktioner. Provinsens guvernör sedan november 2020 är Wang Yubo.
I praktiken utövar dock den regionala avdelningen av Kinas kommunistiska parti den avgörande makten i Hubei och partisekreteraren i regionen har högre rang i partihierarkin än guvernören. Sedan oktober 2021 heter partisekreteraren Wang Ning.

## Lista över Yunnans guvernörer
1. Chen Geng ({陈赓): mars 1950 – februari 1955
2. Guo Yingqiu (郭影秋): februari 1955 – november 1958
3. Ding Yichuan (丁一川): november 1958 – januari 1965
4. Zhou Xing (周兴): januari 1965 – 1966
5. Tan Furen (谭甫仁): augusti 1968 – oktober 1970
6. Zhou Xing: oktober 1970 – oktober 1975
7. Jia Qiyun (贾启允): oktober 1975 – februari 1977
8. An Pingsheng (安平生): februari 1977 – december 1979
9. Liu Minghui (刘明辉): december 1979 – april 1983
10. Pu Chaozhu (普朝柱): april 1983 – augusti 1985
11. He Zhiqiang (和志强): augusti 1985 – januari 1998
12. Li Jiating (李嘉廷): januari 1998 – juni 2001
13. Xu Rongkai (徐荣凯): juni 2001 – november 2006
14. Qin Guangrong (秦光荣): januari 2007 – augusti 2011
15. Li Jiheng (李纪恒): augusti 2011 – oktober 2014
16. Chen Hao (陈豪): oktober 2014 – december 2016
17. Ruan Chengfa (阮成发): december 2016 - november 2020
18. Wang Yubo (王予波): november 2020 -

## Lista över Yunnans partisekreterare
1. Song Renqiong (宋任穷): 1950–1952
2. Xie Fuzhi (谢富治): juli 1952 – augusti 1959
3. Yan Hongyan (阎红彦): augusti 1959 – januari 1967
4. Zhou Xing (周兴): juni 1971 – oktober 1975
5. Jia Qiyun (贾启允): oktober 1975 – februari 1977
6. An Pingsheng (安平生): februari 1977 – juli 1985
7. Pu Chaozhu (普朝柱): juli 1985 – juni 1995
8. Gao Yan (高严): juni 1995 – augusti 1997
9. Linghu An ({令狐安): augusti 1997 – oktober 2001
10. Bai Enpei (白恩培): oktober 2001 – augusti 2011
11. Qin Guangrong (秦光荣): August 2011 – oktober 2014
12. Li Jiheng (李纪恒): oktober 2014 – augusti 2016
13. Chen Hao (陈豪): augusti 2016 – november 2020
14. Ruan Chengfa (阮成发): november 2020 - oktober 2021
15. Wang Ning (王宁): oktober 2021 -